# Anatoli Nankov
Anatoli Alekszandrov Nankov (bolgár nyelven: Анатоли Александров Нанков) (Ores, 1969. július 15. –) bolgár válogatott labdarúgó, edző.

## Pályafutása
1993 és 1998 között volt a bolgár labdarúgó-válogatott tagja 17 mérkőzésen. A válogatott tagjaként részt vett az 1998-as világbajnokságon.

## Sikerei, díjai
- CSZKA Szofija
  - Bolgár bajnok: 1991–92, 1996–97
  - Bolgár kupa: 1993, 1997